# Polyrhachis atropos
Polyrhachis atropos é uma espécie de formiga do gênero Polyrhachis, pertencente à subfamília Formicinae.